# 小野真歩
小野 真歩（おの まほ、1992年8月23日 - ）は、福岡県久留米市出身の元ボートレーサーである。登録第4770号。姉にボートレーサー の小野生奈。112期。同期に西尾亮輔、松尾充、山田祐也、富樫麗加、今泉友吾、山崎郡、野田部宏子、石丸海渡、竹田和哉らがいる。

## 来歴
福岡県に生まれ育つ。
福岡県立香椎高等学校卒業。
- 2013年3月20日、選手登録。
- 2013年5月17日からボートレース芦屋で開催された 一般戦「MBP嘉麻オープン1周年記念」初日第3Rでデビュー（6着）[1]
- 2014年3月23日からボートレース児島で開催された 一般戦「ていちゃんカップ男女W優勝戦」3日目第2Rで初勝利。[2]
- 2014年11月16日からボートレース唐津で開催された 一般戦「第４回鏡山特別ほぼ女子戦」4日目第5Rで通算2勝目。[3]
- 2015年は年間未勝利。
- 2016年11月5日からボートレース江戸川で開催された G3「オールレディース 江戸川女王決定戦キリンカップ」6日目第1Rで通算3勝目。[4]
- 2017年4月6日からボートレース芦屋で開催された G3「オールレディース マクール杯」6日目第8Rで通算4勝目。[5]
- 2017年9月3日からボートレース福岡で開催された G3「オールレディース 福岡なでしこカップ」3日目第1Rで通算5勝目。[6]
- 2017年9月6日からボートレース福岡で開催された G3「オールレディース 福岡なでしこカップ」6日目第8Rで初のイン逃げ勝利。節間2勝で通算6勝目。[7]
- 2017年11月9日からボートレース宮島で開催された G3「ジャパンネット銀行賞宮島プリンセスカップ」5日目第6Rで2回目のイン逃げ勝利。通算7勝目。[8]
- 2018年7月12日あらボートレース尼崎で開催された 一般戦「ヴィーナスシリーズ第5戦 尼崎プリンセスカップ」5日目第7Rで通算8勝目。[9]
- 2018年8月14日からボートレース福岡で開催された 一般戦「お盆特選レース」5日目第2Rで通算9勝目。初の2節連続勝利。[10]
- 2019年1月7日からボートレース大村で開催された 一般戦「男女W優勝戦 マンスリーボートレース杯」2日目第8Rで通算10勝目。[11]
- 2019年8月21日からボートレース若松で開催された 一般戦「創刊70周年記念日刊スポーツ杯 お盆特選」6日目第1Rで通算11勝目。[12]
- 2019年9月9日からボートレース平和島で開催された 一般戦「マクール杯 ヴィーナスシリーズ第8戦」6日目第4Rで通算12勝目。[13]
- 2019年10月6日からボートレース芦屋で開催された 一般戦「ヴィーナスシリーズ第9戦　西スポ杯争奪芦屋カップ」6日目第6Rで通算13勝目。初の3節連続勝利。[14]
- 2020年7月21日からボートレース住之江で開催された 一般戦「ヴィーナスシリーズ 第31回アクアクイーンカップ」2日目第4Rで通算14勝目。[15]
- 2020年8月26日からボートレース宮島で開催された 一般戦「ヴィーナスシリーズ第11戦 第6回マクール杯」初日第3Rで通算15勝目。現役生活で最後の勝利となった。[16]
- 2020年12月27日からボートレース丸亀で開催された 一般戦「清酒金陵杯争奪男女W優勝戦」6日目第8Rが現役ラストランとなった。[17]
- 2021年1月4日、選手登録消除。

## 戦績
- 出走回数：776回
- 1着回数：15回
- 優出回数：0回
- 優勝回数：0回
- フライング(F)回数：6回
- 出遅れ(L)回数：0回
- 通算勝率：2.57
- 2連対率：6.96
- 3連対率：16.88
- 生涯獲得賞金：32,267,413円